# Joseph P. Moran
Joseph P. Moran (Illinois, 1895 – Toledo, Ohio, 1934) amerikai orvos, a nagy gazdasági világválság idején a szervezett bűnözés sebésze volt. Kapcsolatban állt a Barker–Karpis-bandával. Feltehetően annak tagjai gyilkolták meg.

## Pályafutása
Moran Illinois államban kezdett praktizálni az orvosi egyetem elvégzése után, de alkoholfüggősége miatt hamarosan lecsúszott. Bevételszerzés céljából illegális abortuszokat végzett, és ennek révén kapcsolatba került a chicagói alvilággal. A terhességmegszakítások miatt börtönbüntetésre ítélték. Feltételes szabadlábra helyezése után hivatalosan szakszervezeti orvos lehet, valójában az alvilág sebészeként működött, elsősorban szúrt és lőtt sebeket látott el. Páciensei között volt John Dillinger egyik embere, John „Red” Hamilton is. Plasztikai sebészként is képezte magát, hogy megváltoztathassa a hozzá fordulók arcát és ujjlenyomatát.
Kapcsolatba került a Barker-Karpis–bandával is. 1933 márciusában plasztikai sebészeti beavatkozást hajtott végre Fred Barkeren és Alvin Karpison 1250 dollárért. Karpisnak évek múlva gondot is okozott kanadai útlevelének megszerzése, mert nem tudott ujjlenyomatot adni. Chicagói praxisán keresztül segített a bandának tisztára mosni azt a 200 ezer dollárt, amelyet Edward Bremer elrablása után kaptak váltságdíjként. 1934 áprilisában megtagadta Dillinger kérését, hogy kezelje a halálos sebet kapott John Hamiltont.
Ugyanebben az évben az ohioi Toledóban együtt italozott a banda tagjaival, és részegen azzal dicsekedett, hogy mindent tud róluk és bűncselekményeikről. Nem sokkal ezután, talán már azon az éjszakán eltűnt.
1935. szeptember 26-án az Ontario államban található Crystal Beachen egy oszlásnak indult holttestet sodort partra a víz. A tetem keze és lába le volt vágva. A fogazata alapján a Szövetségi Nyomozóiroda Moran holttesteként azonosította a tetemet.
Alvin Karpis 1971-es önéletrajzában azt írta, hogy az FBI tévesen azonosította a holttestet, Moran hulláját ugyanis Fred és Arthur Barker egy meszesgödörbe temette Michiganben. A leginkább elfogadott verzió szerint az orvossal Karpis és Fred Barker végzett, amikor elvitték csónakázni az Erie-tóra.

## Fordítás
- Ez a szócikk részben vagy egészben  a   Joseph P. Moran című angol Wikipédia-szócikk fordításán alapul.  Az eredeti cikk szerkesztőit annak laptörténete sorolja fel. Ez a jelzés csupán a megfogalmazás eredetét és a szerzői jogokat jelzi, nem szolgál a cikkben szereplő információk forrásmegjelöléseként.